# Canicule de 1995 à Chicago
La canicule de 1995 à Chicago est un événement climatique extrême qui a touché Chicago et plusieurs régions des États-Unis à l'été 1995 et dont l'intensité a été la plus forte en juillet. La température a oscillé entre 40 °C et 45 °C, accompagnée d'une humidité très élevée entraînant des indices de chaleur (indice combinant les effets de la température ambiante et de l’humidité relative de l'air, semblable à l'humidex, qui donne une température équivalente ressentie), atteignant parfois les 64 °C comme à Appleton dans le Midwest, 54 °C à Philadelphie ou encore 50 °C à New York, causant la mort de centaines de personnes dans certains endroits.

## Évolution météorologique

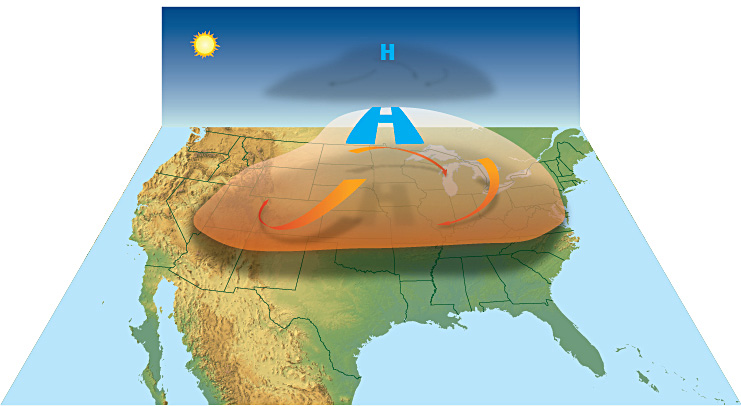
Un anticyclone stationnaire permet de garder une masse d'air de plus en plus chaud sur le Midwest des États-Unis.

La grande vague de chaleur de 1995 affecta les États-Unis, en particulier Chicago, au mois de juillet 1995. Une crête barométrique en altitude s'est d'abord développée sur le sud-ouest des États-Unis dès le 7 juillet. Elle s'est déplacée graduellement vers les Grands Lacs à la mi-juillet avant de passer à l'est ensuite. Sous cette crête, un anticyclone persistant s'est développé sur le Midwest et il a permis aux températures d'augmenter graduellement avec l'ensoleillement jusqu'au 16 juillet, atteignant des valeurs de plus de 35 °C. De plus, une importante masse d'air humide, originaire du golfe du Mexique, a pu envahir la région dans la circulation du sud-ouest après le passage du centre de l'anticyclone et s'ajouter à l'évapotranspiration locale. Des points de rosée de 24 °C ou plus se dirigèrent alors vers Chicago, donnant une humidité relative exceptionnellement élevée et augmentant l'effet de la canicule. Le dôme caniculaire s'est finalement déplacé vers l'est après le 18 juillet en perdant un peu ses caractéristiques extrêmes de chaleur et d'humidité.
Pendant plusieurs jours la température à l'aéroport international Midway (station météorologique de Chicago) dépassa les 37 °C pour atteindre 41,1 °C avec un indice de chaleur de 52 °C créé par l'humidité inhabituelle le 14 juillet. La nuit les températures ont peu baissé et les indices de chaleur sont demeurés au-dessus de 40 °C. Cette vague de chaleur était d'une intensité comparable à celles que connaissent le golfe Persique ou l’Asie du sud est.
En comparant avec des canicules antérieures, cet événement fut le plus intense réchauffement estival sur la région des Grands Lacs du haut Mississippi sur une courte période en au moins 48 années. Il ne fut dépassé que par certaines canicules des années 1910 et 1930. L'impact sur les grandes villes de la région fut exacerbé par l'effet d’îlot urbain alors que les radiosondages montrèrent qu'une inversion de température formant un « couvercle » à quelques centaines de mètres au-dessus du sol permettait l'accumulation de chaleur et d'humidité.

## Impact
Chicago était plongée dans une atmosphère équatoriale, les maisons et immeubles de Chicago étaient surchauffés par la chaleur et l'humidité qui y demeuraient prisonnières malgré la climatisation. La consommation électrique a  atteint des records et 49 000 édifices ont été privées de courant. Beaucoup d'habitants de la ville se précipitèrent vers les plages tandis que d'autres ont utilisé les bouches à incendies pour se rafraîchir. Plus de 3 000 de ces bouches ont été ouvertes à Chicago ce qui provoqua une baisse de pression dans l'alimentation en eau potable et lorsque les équipes de secours se déplacèrent pour les fermer, certaines personnes leur ont jeté des briques et des pierres pour les éloigner.
Dans certaines parties de la ville, la température était tellement élevée que les rails de trains eurent fini par se déformer causant énormément de retards. Les élèves qui se précipitaient dans les bus scolaires étaient si déshydratés et nauséeux qu'ils devaient être arrosés par les pompiers. Des centaines de jeunes ont dû être hospitalisés à cause de la chaleur et l'humidité.
Après environ 48 heures d'exposition continue à la chaleur, les défenses de l'organisme commencèrent à céder. Le vendredi 14 juillet, des milliers d'habitants (de tous âges) de Chicago ont développé des symptômes sévères liés à la chaleur et à la moiteur. Les ambulanciers et les hôpitaux de la ville furent submergés. Vingt-trois hôpitaux ont fermé les portes de leur salle d'urgence à de nouveaux patients et les ambulanciers ont dû sillonner la ville à la recherche d’hôpitaux ouverts.
Des centaines de victimes ne se sont jamais rendues à l'hôpital. L'endroit le plus surpeuplé de la ville était la morgue du médecin légiste du comté de Cook, où la police a transporté des centaines de corps pour l'autopsie. La morgue reçoit généralement environ 17 corps par jour et dispose d'un total de 222 places. Dès samedi, après trois jours de chaleur extrême, sa capacité fut largement dépassée. Le comté dut apporter plusieurs camions frigorifiques pour stocker les corps. Les policiers durent attendre plus de 3 heures pour que les employés pussent recevoir les corps.

## Statistiques
Ce n'est pas la vague de chaleur la plus longue qu'ait connu Chicago. En effet, la ville a vécu des vagues de chaleur beaucoup plus longues avec des températures plus élevées (exemple: la vague de chaleur de 1936) mais c'était la vague de chaleur la plus intense en termes d'indice de chaleur à cette époque.
Il a été déterminé que plus de la moitié des victimes de la canicule n'avait pas de climatisation chez elles, ce qui est rare aux Etats-Unis, où les foyers sont quasiment tous équipés. Des médecins en ont conclu que la climatisation avait été « le facteur de protection le plus important » contre la mortalité,. 